# Mauricio Jose Miranda Alvarado
Mauricio José Miranda Alvarado (8 de diciembre de 1972, Antigua Guatemala, Guatemala) es un pintor, escultor, muralista y artista gráfico guatemalteco.

## Biografía
Nació en Antigua Guatemala y creció en esta ciudad. Estudió en La Universidad San Carlos de Guatemala tres semestres entre 1991 y 1993. se trasladó a Burgos España en 1997. Allí conoció a un grupo de jóvenes artistas con los que inició el desarrollo de su obra. Regresó a Guatemala en 1998 y prosiguió con la experimentación de diversos materiales y técnicas. Su obra fue seleccionada en Bienal Juannio 2006

## Obra
Su obra está influenciada por pintores como Jasper Johns, Vicente Rojo, Carlos Merida. Texturas, símbolos, geometrías entrelazadas, figuras aparecen recurrentes en sus pinturas, murales. Realizó esculturas y pinturas donde incrustaba objetos. En 2006 buscó iniciar con su propio estilo, lo que lo ha llevado a explorar diferentes medios de expresión.
Se considera su Arte relacionado con el Expresionismo Abstracto, Minimalismo y Graffiti.[cita requerida]
- Mural Homenaje a Cesar Brañas en Centro Cultural "Cesar Brañas" 2017
- Mural Homenaje a Luis Cardoza y Aragón en Centro Cultural "Cesar Brañas" 2017
- Mural Aeropuerto La Aurora Guatemala 2020